# Сигма-ритм

Сигма-ритм (σ-ритм) — один з основних і найбільш чітко виражених елементів спонтанної ЕЕГ, реєстрований в фазі природного сну. Спонтанний сигма-ритм має частоту 12-14 Гц. Характерною ознакою сигма-ритму є наростання амплітуди на початку спалаху сигма-ритму і її спадання в кінці спалаху. Амплітуда різна, але у дорослих в основному не менше 50 мкв. Сигма-ритм з'є в початковій стадії повільного сну, яка випливає безпосередньо за дрімотою. Під час сну з дельта хвилями сигма-ритм виникає рідко. У процесі переходу до швидкого сну сигма-ритм спостерігається в ЕЕГ, але повністю блокується в розвинутій фазі швидкого сну.